# C'est dur d'être un homme : Les Vacances de Tora-san
Série C'est dur d'être un homme
C'est dur d'être un homme : Mon oncle
(1989) C'est dur d'être un homme : La Confession
(1991)
Pour plus de détails, voir Fiche technique et Distribution.
C'est dur d'être un homme : Les Vacances de Tora-san (男はつらいよ 寅次郎の休日, Otoko wa tsurai yo: Torajirō no kyūjitsu) est un film japonais réalisé par Yōji Yamada et sorti en 1990. C'est le 43e film de la série C'est dur d'être un homme.

## Fiche technique
- Titre : C'est dur d'être un homme : Les Vacances de Tora-san[1]
- Titre original : 男はつらいよ 寅次郎の休日 (Otoko wa tsurai yo: Torajirō no kyūjitsu?)
- Réalisation : Yōji Yamada
- Scénario : Yōji Yamada et Yoshitaka Asama
- Photographie : Tetsuo Takaha (ja)
- Montage : Iwao Ishii (ja)
- Musique : Naozumi Yamamoto
- Décors : Mitsuo Degawa
- Son : Isao Suzuki (ja) et Ryūji Matsumoto (ja)
- Producteur : Kiyoshi Shimazu
- Société de production : Shōchiku
- Pays de production :  Japon
- Langue originale : japonais
- Format : couleur — 2,35:1 — 35 mm — son mono
- Genres : comédie dramatique ; romance
- Durée : 106 minutes[2] (métrage : huit bobines - 2 904 m[2])
- Dates de sortie :
  - Japon : 22 décembre 1990[2]

## Distribution
- Kiyoshi Atsumi : Torajirō Kuruma / Tora-san
- Chieko Baishō : Sakura Suwa, sa demi-sœur
- Masami Shimojō (ja) : Ryūzō Kuruma, son oncle
- Chieko Misaki (ja) : Tsune Kuruma, sa tante
- Gin Maeda (en) : Hiroshi Suwa, le mari de Sakura
- Hidetaka Yoshioka : Mitsuo Suwa, le fils de Sakura et de Hiroshi
- Kumiko Gotō : Izumi Oikawa, la petite amie de Mitsuo
- Mari Natsuki : Reiko Oikawa, la mère d'Izumi
- Akira Terao : Kazuo Oikawa, le père d'Izumi
- Yoshiko Miyazaki : Sachie, l'amante de Kazuo
- Hisao Dazai (ja) : Umetarō Katsura, le voisin imprimeur
- Gajirō Satō (ja) : Genko
- Chishū Ryū : Gozen-sama, le grand prêtre

## Récompenses et distinctions
- Meilleur film lors des 1er prix de l'Agence de la Culture[3]